# Waldhütte (Eckersdorf)
Waldhütte (oberfränkisch: Woldhiddn) ist ein Gemeindeteil der Gemeinde Eckersdorf im Landkreis Bayreuth (Oberfranken, Bayern). Waldhütte liegt in der Gemarkung Forst Neustädtlein am Forst.

## Geografie
Die Einöde liegt mitten im Forst Neustädtlein am Forst. Etwa einen halben Kilometer östlich entspringt der Kornbach, ein linker Zufluss des Dühlbachs. Wirtschaftswege führen nach Neustädtlein zur Kreisstraße BT 16 (1,6 km südwestlich), nach Oberwaiz (3,2 km südlich), zur Kreisstraße BT 14 bei Heinersreuth (4,3 km östlich) und am Tauberhof vorbei nach Muckenreuth zur Staatsstraße 2189 (5 km nordöstlich).

## Geschichte

Die Waldhütte um 1905

Die Waldhütte wurde 1750 als markgräfliche Försterei errichtet; nach dem Verkauf des Fürstentums Bayreuth an Bayern im Jahr 1810 wurde sie zur königlich bayerischen Försterei. Ab 1820 sind verschiedene Familien als Bewohner belegt, die als Waldaufseher, Waldwärter oder Forstgehilfen tätig waren.
Von 1797 bis 1810 unterstand der Ort dem Justiz- und Kammeramt Bayreuth. Mit dem Gemeindeedikt wurde Waldhütte 1811 dem Steuerdistrikt Busbach und 1812 der Ruralgemeinde Busbach zugewiesen. Infolge des Zweiten Gemeindeedikt (1818) wurde der Ort in die neu gebildete Ruralgemeinde Neustädtlein am Forst umgemeindet. Am 1. Juli 1972 wurde diese im Zuge der Gebietsreform in Bayern in die Gemeinde Eckersdorf eingegliedert.
Die namengebende Waldhütte ist ein traditionelles Ausflugslokal und wird seit langer Zeit als Gaststätte genutzt. Auch Richard Wagner kehrte, im Rahmen seiner Ausflüge in das nahe Teufelsloch, mehrmals dort ein. Von 2013 bis 2016 erfolgte eine Generalsanierung des Gebäudes.

### Baudenkmäler
- Ehemaliges Forsthaus
- Forsthaus, sogenanntes Von-Seckendorff-Haus

### Einwohnerentwicklung
| Jahr      | 001861 | 001871 | 001885 | 001900 | 001925 | 001950 | 001961 | 001970 | 001987 | 002016 | 002021 |
| Einwohner | 6      | 8      | 5      | 5      | 4      | 17     | 5      | 4      | 3      | 0      | 0      |
| Häuser    |        |        | 1      | 1      | 2      | 2      | 2      |        | 1      |        |        |
| Quelle    | [ 11 ] | [ 12 ] | [ 13 ] | [ 14 ] | [ 15 ] | [ 16 ] | [ 17 ] | [ 18 ] | [ 19 ] |        | [ 1 ]  |

## Religion
Waldhütte ist evangelisch-lutherisch geprägt und nach St. Johannes der Täufer (Neustädtlein am Forst) gepfarrt.